# Listă de pictori cubanezi
Aceasta este o listă de pictori cubanezi.

## C
- Ana Flor Castro
- Cazasoles

## L
- Wifredo Lam

## O
- Pedro Pablo Oliva

## P
- Amelia Pelaes
- Gina Pellón
- Alexey Perez